# Walid Acherchour
Walid Acherchour, né le 23 septembre 1993, est un chroniqueur et commentateur sportif français de football.

## Biographie

### Formation
Walid Acherchour effectue un bac professionnel commerce puis intègre une école de radio avant de se réorienter à l'Institut européen de journalisme.

### Carrière
Il quitte l'école lors de sa deuxième année et réalise des émissions, d'abord avec Matteu Maestracci chez France Info à l'occasion de la finale de la Coupe d'Afrique 2017 puis avec Pascal Praud chez CNews jusqu'à la Coupe du Monde 2018,. Avec trois collègues de CNews (Romain Beddouk, Bilal Achour-Tani et Samuel Vaslin), il crée le Club des 5, une émission diffusée par Winamax dans le Winamax FC,.
En 2020, il intègre l'émission After Foot de RMC Sport, où il remplace Jérôme Rothen en tant que chroniqueur aux côtés de Daniel Riolo et Houssem Loussaief.
En 2024, en tant que chroniqueur et commentateur, il rejoint l'équipe de DAZN, le service vidéo ayant obtenu la majorité des droits de diffusion de la Ligue 1, et dont il avait critiqué les tarifs un mois plus tôt.